# Rhonda Jo Petty
Rhonda Jo Petty (née le 30 mars 1955 à North Hollywood en Californie) est une actrice pornographique américaine. Elle fait partie du prestigieux AVN Hall of Fame.

## Biographie
Rhonda Jo Petty a été élevée à Chatsworth en Californie. Son premier rôle-phare a été dans le film Disco Lady en 1978, un rôle qu'elle obtient du fait de sa ressemblance avec l'actrice Farrah Fawcett, alors très populaire à l'époque. Son alias Sarah Dawcett joue sur cet effet de ressemblance. Elle joue ensuite dans de nombreux films avec des scènes lesbiennes ou avec l'acteur X John Holmes. Elle atteint le sommet de sa carrière au milieu des années 1980.